# Фестивал на античната драма „Стоби“
Фестивалът на античната драма „Стоби“ (на македонска литературна норма: Фестивал на античка драма „Стоби“) е театрален фестивал, организиран в античния град Стоби край Велес, днес Северна Македония. Провежда се от 1964 година насам.
Фестивалът е основан в 1992 година по инициатива на Велешкия театър с цел да се поддържа традицията на античния театър. Провежда се ежегодишно през лятото на древната сцена в Стоби. От 2001 година фестивалът става международен, а посетителите на представленията са средно между 2500 и 3000 души. На фестивала се връчват ваградите „Стоби“ за най-добро представление, за режисура и за най-добри актьори..